# Betelförsamlingen i Oxkangar
Betelförsamlingen i Oxkangar (Betel Oxkangar) är en pingstförsamling i Oxkangar skärgårdsby by i Oravais i Österbotten i Finland.
Församlingen grundades 1925. Albert Sigfrids och Mikael Westerlund har varit föreståndare under många år. Församlingen äger två bönehus, ett i Oxkangars centrum, det andra i Djupsund.

## Föreståndare
- Albert Sigfrids
- Mikael Westerlund
- Gunnar Backman (1940–1943)
- Harry Blomberg
- Torsten Hellström
- Rolf Strömvall
- Kaj Kanto